# تتیانا سمیکینا
تتیانا سمیکینا (اوکراینی: Тетяна Семикіна؛ زادهٔ ۱۹ اکتبر ۱۹۷۳) قایقران کایاک، و قایقران کانو اهل اتحاد جماهیر شوروی سوسیالیستی است.